# هامبتون إن
هامبتون إن (بالإنجليزية: Hampton Inn)‏ فنادق هامبتون، هامبتون، هامبتون إن أند سويتس، وهامبتون من هيلتون، هي أسماء لهذه العلامة التجارية من الفنادق وعلامة تجارية تابعة لهيلتون العالمية. معظم فنادق هامبتون ذو ملكية مستقلة، ويتم تشغيلها عن طريق الامتياز، ويوجد عدد قليل مملوك أو يدار من قبل هيلتون العالمية.
تعتبر هامبتون حاليا صاحبة أكبر حق امتياز في الولايات المتحدة. فنادق تحمل علامة هامبتون إن أند سويتس أجنحة العرض بالإضافة إلى الغرف العادية التي عثر عليها في هامبتون نزل. ومعظم فنادق هامبتون (باستثناء فندق هامبتون بوتيك الجديد) تُقدم خدمات فندقة محدودة، حيث أنها لا تقدم مطعما في فنادقها ولا وسائل راحة مثل خدمات الجرس الكونسيرج، والتي عادة تتوفر في الفنادق ذات الخدمات المتكاملة. العلامة التجارية لهامبتون الفندقية تلبي في المقام الأول متطلبات رجال الأعمال والسياح المسافرين ذوي الميزانيات المحدودة. واعتبارا من أكتوبر 2011، كانت السلسلة تضم أكثر من 1,800 فندق. والأغلبية الساحقة من فنادق هامبتون تقع في الولايات المتحدة ومع ذلك، فهناك مواقع دولية في كل من كندا، كوستاريكا، الإكوادور، المكسيك، و المملكة المتحدة وتدار تلك السلسلة تحت اسم هامبتون من هيلتون. وتُقدم هامبتون من هيلتون خدمات إضافية محدودة مثل الغداء والعشاء.